# 韓鑅
韩鑅（1729年—1804年），顺天府大兴县人，原籍贵州毕节，清朝官员。
韩鑅纳捐授通判，至山东授上河通判。擢升为江南淮徐道。乾隆四十六年（1781年），授为河东河道总督。上奏：“山东运河，赖汶河、泗河之源及各湖接济。汶河上游东平戴村等处民堰，对岸沙淤，应该凿滩抽沟，以舒展河势。泗河下游是府河，从安居、十里二斗门入运河，河浅堰矮，也当疏治。蜀山、马踏、马场、南旺等湖，现在应当济运泄水，堰根已经显露，正可以取土培堤。”七月，黄河在祥符焦桥决口，上疏请罪，乾隆帝没有怪罪。工程结束，皇帝加以优叙。不久，黄河又在仪封曲家楼、青龙冈、大李家庄、孔家庄四处决口。乾隆帝令江南河道总督李奉翰赴工会督。水全从青龙冈而出，孔家庄等三口都堵塞。又命大学士阿桂前去勘察，又令山东巡抚国泰前去督工。工程刚要完成，大坝再溃。大学士嵇璜请求引黄河北流恢复故道，韩鑅上疏认为：“青龙冈水势汹涌，如果倒漾北行，分入沙、赵二河，穿运归海。不久也会断流，仍向南注。地势北高南下，如果在南岸建堤堵截，想要回狂澜使它北注，就如圣谕所言，必不能行。”阿桂等人所奏略同，皇帝以河水北行既已断流，责备韩鑅为什么不即时具奏。乾隆四十七年（1782年）正月，运河北路多淤垫，乾隆帝命韩鑅往微山湖北运河勘察。二月，至济宁，与国泰、巡漕御史毓奇勘察，请从济宁在城闸至峄县黄林庄，筑土堰、柴坝、椿埽、桥梁，设水站，置绞关。韩鑅并请察勘完毕，回到青龙冈工次。韩鑅往来督察，又勘察伊家河、荆山桥诸地水势，请疏通铜山潘家屯，并疏通骆马湖、六塘河及济宁南北徒骇、马颊、伊家等河。韩鑅筹宣泄青龙冈，使黄水渐渐消退。会同阿桂等人在兰阳三堡改筑大堤，开渠导水出商丘七堡入正河故道。不久，为父丁忧去职。乾隆四十八年（1783年）三月，青龙冈工完成。乾隆四十九年（1784年），服丧完毕，授工部侍郎。乾隆五十四年（1789年），勘察通惠、温榆二河，及朝阳门外护城河。调任户部侍郎。乾隆五十五年（1790年），命往江南会同江南河道总督兰第锡督防汛。嘉庆三年（1798年），调兵部侍郎。嘉庆四年（1799年）三月，嘉庆帝命他守护裕陵。嘉庆六年（1801年），以年老致仕。嘉庆九年（1804年），去世。。